# Chris Dekker (voetbaltrainer)

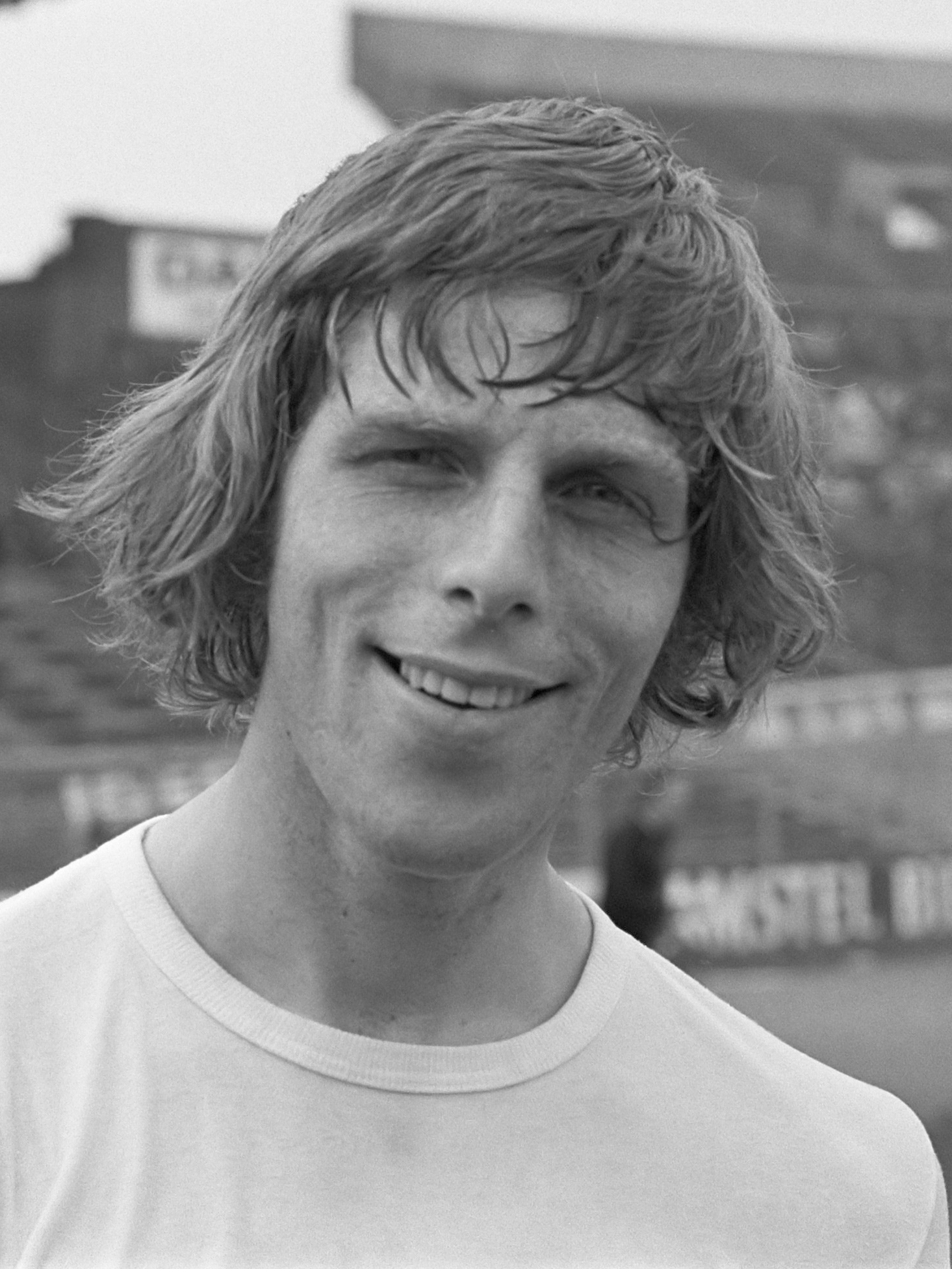
FC Amsterdam tegen NEC 1-1, Chris Dekker (Amsterdam) (29 april 1973)

Chris Dekker (Koog aan de Zaan, 6 december 1945) is een voormalig Nederlandse profvoetballer, die na zijn actieve voetbalcarrière voetbaltrainer werd. Sinds 2006 is hij met voetbalpensioen.

## Spelerscarrière
Chris Dekker begint met voetballen bij KFC uit zijn geboortedorp Koog aan de Zaan. Via ZVV Zaandijk belandt hij bij FC Zaanstreek, waar hij in het seizoen 1965/1966 zijn debuut maakt in het betaalde voetbal. 
Dekker wordt die jaargang derde met FC Zaanstreek in de toenmalige Tweede divisie.
Na een jaar met FC Zaanstreek in de eerste divisie te hebben gespeeld fuseert die club in de zomer van 1967 met Alkmaar '54, hierdoor maakt Dekker onderdeel uit van de eerste selectie van de nieuwe profclub AZ'67.
In zijn eerste seizoen met AZ promoveert Dekker met de Alkmaarders naar de eredivisie. 
In 1970 stapt hij over naar N.E.C., maar een jaar later keert hij alweer terug naar de Randstad om te gaan spelen voor DWS.
Na twee goede seizoenen bij de opvolger van DWS (FC Amsterdam), waarmee Dekker in het seizoen 1973/1974 zelfs vijfde wordt in de eredivisie en zijn debuut maakt in het Nederlands Elftal, vertrekt hij naar MVV. 
Met die club degradeert hij in 1976 naar de eerste divisie. Na daar een jaar gespeeld te hebben maakt hij de overstap naar de Belgische voetbalcompetitie waar hij gaat spelen bij Sporting Charleroi. In België speelt hij vier seizoenen en wordt hij in 1980 zelfs enige tijd uitgeleend aan Seiko Hong Kong.
In 1981 keert hij terug naar Nederland waar hij gaat spelen voor Sparta Rotterdam. Na één seizoen in Rotterdam vertrekt hij naar Fortuna Sittard, waarmee hij in 1984 als aanvoerder de verloren bekerfinale tegen Feyenoord speelt. Dekker houdt lang stand in zijn actieve voetbalcarrière. Op 39-jarige leeftijd speelt hij met Fortuna Sittard nog Europees voetbal tegen Everton FC. Aan het eind van dat seizoen, op 10 maart 1985 speelt hij in de thuiswedstrijd tegen Sparta Rotterdam zijn laatste wedstrijd.
Dekker speelde 1 interland voor het Nederlands voetbalelftal. Op 23 maart 1974 speelde hij 15 minuten mee als invaller voor Johan Neeskens in de met 1-1 gelijk gespeelde vriendschappelijke wedstrijd tegen het Oostenrijks voetbalelftal.

## Trainerscarrière
Als trainer begon hij in de jeugd van Fortuna Sittard, waarna hij in 1991 een jaar hoofdtrainer werd bij EVV Eindhoven. Een jaar later haalde Fortuna Sittard hem terug naar De Baandert om daar Georg Kessler op te volgen. Na een 2-0 nederlaag op 16 juni 1993 in de nacompetitie in de uitwedstrijd tegen SC Heerenveen degradeerde Fortuna Sittard naar de Eerste divisie. Daar eenmaal spelend kon Dekker met zijn team ook geen potten breken, in het voorjaar van 1994 werd hij op non-actief gesteld, assistent Dick Voorn nam zijn taken over.
Na een jaar in dienst te zijn geweest bij Al-Jazira in de Verenigde Arabische Emiraten, trad Dekker in dienst bij FC Den Bosch, waar hij een goed jaar had. Hij had daar onder andere de jonge spelers Ruud van Nistelrooij en Anthony Lurling onder zijn hoede. Een jaar later koos hij voor een baan als hoofd jeugdopleidingen van Feyenoord, waar hij drie jaar lang actief zou zijn. Opnieuw keerde hij terug naar het Midden-Oosten, ditmaal als bondscoach van het Qatarees voetbalelftal onder 17. Toen hij de mogelijkheid kreeg om Robert Maaskant bij RBC Roosendaal op te volgen greep hij die kans met beide handen aan. RBC bivakkeerde in de middenmoot van de Eerste divisie en onder leiding van toen nog Maaskant promoveerde men via de nacompetitie naar de Eredivisie.
Met RBC in de Eredivisie speelde Dekker aanvallend voetbal. Voormalig Ajacied Nordin Wooter die onder contract stond bij Watford FC werd door Dekker binnengehaald. Samen met Henk Vos, Geert den Ouden en doelman Maikel Aerts presteerde RBC boven verwachting en stonden ze zelfs boven de degradatiezone. Toch werd Dekker op non-actief gezet, met als reden dat de relatie met de spelersgroep verstoord zou zijn. Nog geen maand later tekende hij een contract bij Sparta Rotterdam, waar hij het seizoen afmaakte maar verder ook geen potten kon breken. Een jaar lang zat hij zonder club om vervolgens, in 2004/05 hoofdtrainer te worden bij Fortuna Sittard, welke club hij aan het eind van het seizoen  2005/06 zonder enig resultaat weer zou verlaten.
Daarna werd hij trainer bij diverse amateurclubs zoals in 2014 bij KFC.

## Statistieken

### Spelerscarrière
| seizoen | club               | land      | competitie            | wed. | goals |
| ------- | ------------------ | --------- | --------------------- | ---- | ----- |
| 1965/66 | FC Zaanstreek      | Nederland | Tweede divisie        | -    | 0     |
| 1966/67 | FC Zaanstreek      | Nederland | Eerste divisie        | -    | 0     |
| 1967/68 | AZ'67              | Nederland | Eerste divisie        | -    | 3     |
| 1968/69 | AZ'67              | Nederland | Eredivisie            | 34   | 2     |
| 1969/70 | AZ'67              | Nederland | Eredivisie            | 31   | 3     |
| 1970/71 | N.E.C.             | Nederland | Eredivisie            | 29   | 2     |
| 1971/72 | DWS                | Nederland | Eredivisie            | 28   | 3     |
| 1972/73 | FC Amsterdam       | Nederland | Eredivisie            | 20   | 2     |
| 1973/74 | FC Amsterdam       | Nederland | Eredivisie            | 32   | 2     |
| 1974/75 | FC Amsterdam       | Nederland | Eredivisie            | 12   | 1     |
| 1974/75 | MVV                | Nederland | Eredivisie            | 11   | 0     |
| 1975/76 | MVV                | Nederland | Eredivisie            | 32   | 1     |
| 1976/77 | MVV                | Nederland | Eerste divisie        | 34   | 11    |
| 1977/78 | Sporting Charleroi | België    | Eerste klasse         | -    | -     |
| 1978/79 | Sporting Charleroi | België    | Eerste klasse         | -    | -     |
| 1979/80 | Sporting Charleroi | België    | Eerste klasse         | -    | -     |
| 1981    | Seiko Hong Kong    | Hongkong  | First Division League | 17   | 3     |
| 1980/81 | Sporting Charleroi | België    | Eerste klasse         | -    | -     |
| 1981/82 | Sparta Rotterdam   | Nederland | Eredivisie            | 30   | 1     |
| 1982/83 | Fortuna Sittard    | Nederland | Eredivisie            | 31   | 2     |
| 1983/84 | Fortuna Sittard    | Nederland | Eredivisie            | 29   | 2     |
| 1984/85 | Fortuna Sittard    | Nederland | Eredivisie            | 18   | 0     |
| Totaal  |                    |           |                       | 372  | 38    |

* Totalen betreffen alleen de wedstrijden in Nederland, aangezien van de wedstrijden in de andere landen geen gegevens beschikbaar zijn

### Trainerscarrière
| seizoen | club                   | land                         | functie           |
| ------- | ---------------------- | ---------------------------- | ----------------- |
| 1985/86 | Fortuna Sittard        | Nederland                    | jeugdtrainer      |
| 1986/87 | Fortuna Sittard        | Nederland                    | jeugdtrainer      |
| 1987/88 | Fortuna Sittard        | Nederland                    | jeugdtrainer      |
| 1988/89 | Fortuna Sittard        | Nederland                    | jeugdtrainer      |
| 1989/90 | Fortuna Sittard        | Nederland                    | jeugdtrainer      |
| 1990/91 | Fortuna Sittard        | Nederland                    | jeugdtrainer      |
| 1991/92 | Eindhoven              | Nederland                    | hoofdtrainer      |
| 1992/93 | Fortuna Sittard        | Nederland                    | hoofdtrainer      |
| 1993/94 | Fortuna Sittard        | Nederland                    | hoofdtrainer      |
| 1995    | Al-Jazira Club         | Verenigde Arabische Emiraten | hoofdtrainer      |
| 1995/96 | FC Den Bosch           | Nederland                    | hoofdtrainer      |
| 1996/97 | Feyenoord              | Nederland                    | hoofd opleidingen |
| 1997/98 | Feyenoord              | Nederland                    | hoofd opleidingen |
| 1998/99 | Feyenoord              | Nederland                    | hoofd opleidingen |
| 2000/01 | Qatarees voetbalelftal | Qatar                        | bondscoach -17    |
| 2002/03 | RBC Roosendaal         | Nederland                    | hoofdtrainer      |
| 2002/03 | Sparta Rotterdam       | Nederland                    | hoofdtrainer      |
| 2003/04 | geen club              |                              |                   |
| 2004/05 | Fortuna Sittard        | Nederland                    | hoofdtrainer      |
| 2005/06 | Fortuna Sittard        | Nederland                    | hoofdtrainer      |